# Mompha iridella
Mompha iridella é uma espécie de mariposa do gênero Mompha pertencente à família Coleophoridae.